# 吉佬兒到此一遊

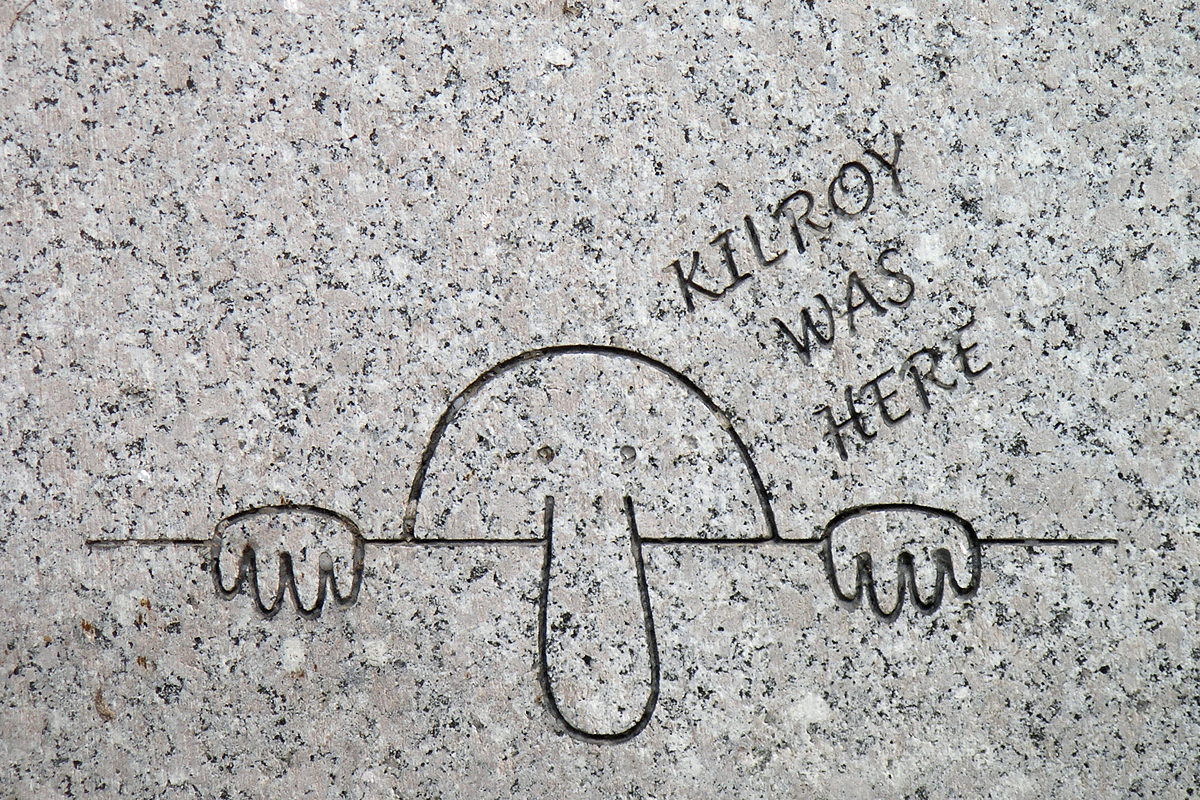
刻在美国二战纪念碑上的吉佬儿。

“吉佬兒到此一遊”是美国流行文化的一种表现形式，经常在街头涂鸦中出现。虽然起源难以确定，但这一片语及与之相伴的独特涂鸦——一个双手攀墙，向前窥探的大鼻子光头男——对二战期间的美国人来讲可谓无人不知。
据高克毅、高克永所著《最新通俗美语词典》介绍，“二次大战时，美国大兵到处在墙上留言，有如中国山水名胜，常见顽皮青少年在显眼的去处涂抹“某某到此”几个字，好像自鸣得意一样。究竟“吉佬儿”何许人也，无人知道；欧亚战场GI（美国大兵）足迹所到之处，墙壁、水门汀、窗户、篱笆、广告板上，都会有他这三个字的笔迹。”